# Hunger Games (roman)
Pour les articles homonymes, voir Hunger Games.
Hunger Games (titre original : The Hunger Games) est le premier tome de la trilogie homonyme de Suzanne Collins, paru en 2008.
Il est narré par la jeune Katniss, 16 ans, qui vit dans le district 12, dans la nation post-apocalyptique de Panem (« Pain » en latin), construite sur les ruines de ce qui constituait l'Amérique du Nord.
Le Capitole, une métropole technologiquement avancée, exerce un contrôle politique total sur le reste des douze districts constitutifs de Panem. Il organise chaque année les « Hunger Games » (« Jeux de la Faim », en référence à l'expression latine Panem et circenses : « du pain et des jeux »). Il s'agit d'un jeu télévisé conçu pour maintenir l’ordre durant lequel un garçon et une fille de chaque district, âgés de douze à dix-huit ans, sont tirés au sort lors de la moisson annuelle pour s'affronter dans une arène dans un combat à mort. Parmi les 24 participants, un seul survivra.
Le livre a reçu un accueil positif de la plupart des critiques et auteurs. Il a été salué pour la qualité de sa trame narrative et le développement des personnages, bien que certains critiques aient noté des similarités entre le roman et celui de Kōshun Takami, Battle Royale (1999) et surtout avec des œuvres qui ont initié le genre, Le Prix du danger de Robert Sheckley, ou Marche ou crève et Running Man de Stephen King, encore plus noirs et violents que les romans plus récents.
L'autrice du roman a indiqué s'être inspirée de la mythologie grecque (notamment le mythe de Thésée et du Minotaure), de la civilisation romaine ainsi que de la téléréalité contemporaine pour construire l'univers d'Hunger Games.
Il s'agit du premier volet de la trilogie. Il fut suivi par un second tome, L'Embrasement, en 2009, puis par un troisième et dernier, La Révolte, en 2010. Et enfin : Hunger Games : La Ballade du serpent et de l'oiseau chanteur, préquel à la trilogie paru en 2020 ainsi que Hunger Games : Lever de soleil sur la moisson, nouveau préquel, paru en 2025.
Hunger Games a été adapté au cinéma en 2012.

## Résumé

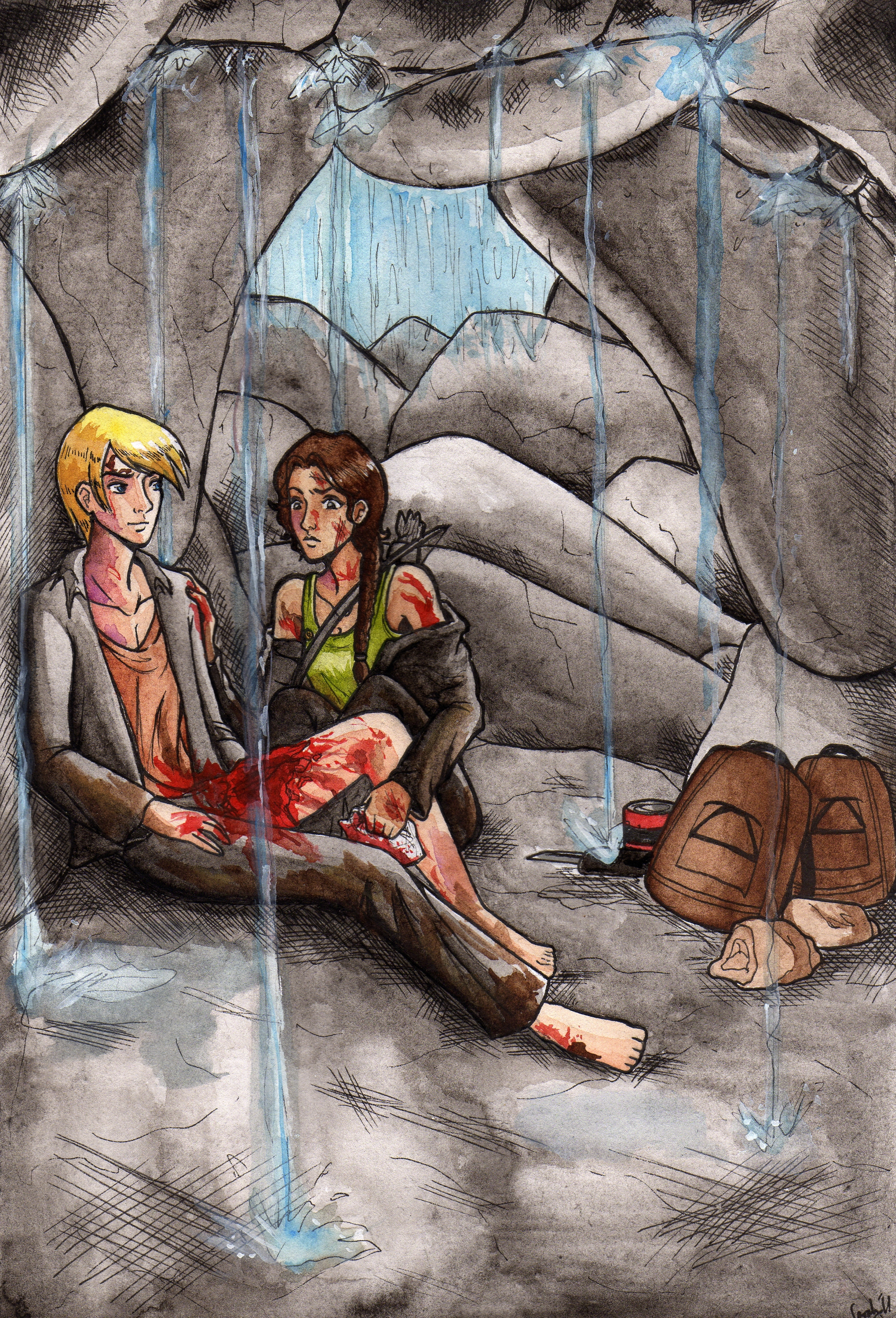
Fanart d'une scène dans laquelle Katniss Everdeen (à droite) soigne Peeta Mellark (à gauche) dans une grotte.

On y découvre l'histoire de Katniss Everdeen, une adolescente de 16 ans, qui vit dans une Amérique post-apocalyptique, connue sous le nom de Panem. Un puissant gouvernement répressif, le Capitole, qui s'est formé après une période de troubles et de destruction, contrôle les douze districts qui forment Panem. Après la rébellion menée par le treizième district, qui fut complètement rasé, le Capitole créa un jeu télévisé appelé Hunger Games, qui consiste à choisir deux adolescents (une fille et un garçon) entre 12 et 18 ans dans chacun des 12 districts (soit 24 participants, appelés « tributs »). Le choix des tributs (« la moisson ») du district 12 se déroule sur la grande place : les tributs sont placés par âge. Tout le monde doit y assister. Il y a une grande scène sur laquelle une hôtesse tire au sort le nom des élus, un pour les garçons et l'autre pour les filles.
Après un passage au Capitole pour des divertissements (défilé et interview entre autres), les tributs de chaque district seront ensuite isolés dans une immense arène recelant un écosystème (comme des forêts, des territoires montagneux, des plaines, des ruines, des jungles, etc.), remplie de caméras et de pièges mortels, dont il ne peut y avoir qu'un seul survivant (qui sera couvert de richesse) : c'est un remake des jeux de gladiateurs de Rome antique. Toute la population du pays est obligée de regarder les jeux. Lors des 74e Hunger Games, la jeune sœur de Katniss, Primrose (surnommée Prim), alors âgée de 12 ans, est tirée au sort pour participer aux Hunger Games et représenter le District 12. Katniss se porte volontaire pour prendre sa place afin de la sauver d'une mort presque certaine. Avec Peeta Mellark, tribut masculin du district Douze, elle part en direction du Capitole pour les pires semaines de sa vie.
À la fin du roman, Katniss menace de se suicider avec Peeta. Le Capitole laisse alors deux vainqueurs l'emporter. La population y voit un signe de rébellion. L'embrasement vient de commencer…

## Contexte

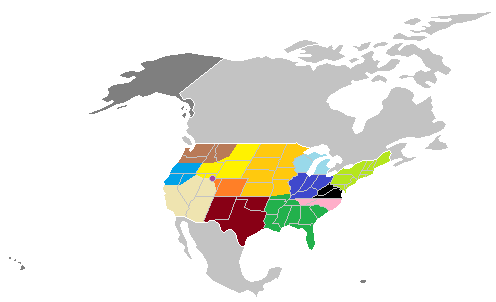
Correspondance supposée entre les actuels États américains et les Districts de Panem ; la montée des océans et le débordement au-delà des frontières américaines n'étant pas pris en compte.
Capitole
District 1 (produits de luxe)
District 2 (construction, armement, forces de l'ordre)
District 3 (électronique)
District 4 (pêche)
District 5 (énergie)
District 6 (transports)
District 7 (bois)
District 8 (textile)
District 9 (blé)
District 10 (bétail)
District 11 (agriculture, notamment fruits et légumes)
District 12 (charbon)
District 13 (graphite, armement, missiles nucléaires)

Panem est une nation née de ce qu'était précédemment les États-Unis. Elle est constituée d'une capitale appelée « Capitole », de douze districts soumis et d'un ultime District 13, détruit lors d'une rébellion passée dont la punition fut l'imposition aux 12 premiers districts des Hunger Games. Il est dit dans le roman que le Capitole est situé dans l'Ouest Américain. On apprend aussi que le District 12 serait localisé dans une ancienne région riche et dynamique nommée « Appalaches ». La localisation des autres districts n'est pas donnée, cependant Suzanne Collins a précisé que les districts n'étaient pas placés dans un quelconque ordre géographique croissant, que le continent avait été victime de désastres naturels et qu'une partie des terres avait été recouverte par les eaux.
Les districts ont un niveau de vie de plus en plus bas selon leur numéro, les districts 11 et 12 étant de loin les plus pauvres tandis que le 1, le 2 et le 4 sont les plus riches (le 3 étant une exception). On peut croire que les districts 3, 5, 6, 7, 8, 9 et 10 ont une richesse moyenne comparés aux autres districts, le Capitole dépassant tout de même de loin les 1, 2 et 4. Les districts ont des superficies et des populations variables, le District 12 n'ayant par exemple qu'une population de 8 000 individus tandis que le District 11 s'étend sur des centaines de kilomètres et possède une population importante.
Chaque district est spécialisé dans un domaine de production pour desservir les besoins des habitants du Capitole :
- District 1 : Les objets de luxe (Luxury), comme les meubles, les bijoux et les décorations intérieures.
- District 2 : Officiellement les objets de maçonnerie (Masonry), comme les bâtiments de pierre, les routes et les outils mais en réalité le 2 se charge des armes et de fournir des pacificateurs.
- District 3 : La technologie (Technology), comme les divertissements, les gadgets et les appareils de communication.
- District 4 : La pêche (Fishing), comme les poissons, les fruits de mer et les algues.
- District 5 : L'énergie (Power), comme l'électricité, et les batteries.
- District 6 : Les transports (Transportation), comme les hovercrafts et les trains.
- District 7 : L'industrie forestière (Lumber), comme le papier, les matériaux de construction et les meubles.
- District 8 : Le textile (Textiles), comme les vêtements, les uniformes des Pacificateurs et les perruques.
- District 9 : Les céréales (Grain), comme le blé, le maïs et le foin.
- District 10 : Le bétail (Livestock), comme le bœuf, le porc et les volailles.
- District 11 : L'agriculture (Agriculture), comme les fruits, les légumes et les arbres décoratifs.
- District 12 : Les ressources minérales (Mining), comme le charbon, les métaux et les pierres.
- District 13 : Officiellement le graphite (Graphite), comme certains métaux et pierres, mais en réalité (comme pour le 2) il a une autre fonction : le nucléaire (Nuclear).

## Personnages
- Katniss Everdeen : narratrice et personnage principal ; elle habite le quartier pauvre du district Douze (la Veine). Elle participe à ses premiers Hunger Games (les 74es) à l'âge de seize ans, après s'être portée volontaire à la place de sa petite sœur Primrose tirée au sort. Exceptionnellement, elle remporte les Jeux avec un autre vainqueur, Peeta, qu'elle réussit à sauver. C'est elle qui entraînera la rébellion dans les districts sous le surnom de geai moqueur.
- Peeta Mellark : partenaire de Katniss pour les 74es Hunger Games, il déclare qu'il l'aime au présentateur télé chargé de les interviewer, à la grande surprise de celle-ci. Son père et sa mère sont les boulangers du district Douze. Lorsque Katniss avait onze ans, il a sauvé sa famille de la famine en lui offrant du pain. Lors des Jeux, il s'allie pendant un temps aux tributs des Districts 1 et 2. Il est ensuite blessé par l'un d'eux, Cato. Dans le second tome, Katniss et lui entament la Tournée des Vainqueurs, ils décident de se fiancer afin d'apaiser la rébellion puis ils sont propulsés de nouveau dans l'arène. Dans le troisième, on lui fait un lavage de cerveau au Capitole qui l'amène à prendre Katniss pour une monstrueuse mutation génétique, mais guéri, il redevient amoureux de Katniss. Il aura deux enfants, une fille et un garçon, avec elle.
- Haymitch Abernathy : Il a gagné les 50es Hunger Games et par la même occasion la seconde édition des Jeux de l'Expiation (qui avait comme particularité d'avoir 48 tributs et non 24). Il est le mentor des tributs du District 12, soit de Katniss et de Peeta lors des 74es et 75es Hunger Games. Il est tiré au sort lors des 75es Hunger Games, mais Peeta se porte volontaire pour prendre sa place. Malgré son alcoolisme, il leur est d'une aide précieuse tout au long de l'histoire.
- Effie Trinket : Elle tire au sort les tributs du District 12 et s'occupe d'eux lors de leur préparation pour les Hunger Games. Elle aime à dire qu'elle est « fière de ses vainqueurs ». Elle vit au Capitole dans les 2 premiers tomes et porte donc des tenues et des coiffures extravagantes. Elle sera détenue par le Capitole dans le tome 3.
- Gale Hawthorne : C'est le meilleur ami de Katniss et son partenaire de chasse. Il se fait passer pour son cousin auprès du Capitole pour que l'histoire d'amour entre Peeta et Katniss ait l'air réelle. Il est amoureux d'elle, mais elle ne peut pas choisir entre lui et Peeta avant la fin du tome 3.
- Primrose Everdeen : Elle est la petite sœur de Katniss. Dans le premier tome, elle est âgée de douze ans. Elle a été tirée au sort pour les 74es Hunger Games, mais Katniss s'est portée volontaire pour prendre sa place. Elle symbolise l'espoir de Katniss dans les trois tomes. Lors de la rébellion, elle deviendra infirmière.
- Cinna : Styliste de Katniss dans les 1er et 2e tomes, c'est lui qui confectionne les tenues les plus célèbres de Katniss. C'est en partie grâce à lui qu'elle a pu survivre car ses robes l'ont rendue inoubliable et elle a pu attirer les sponsors. Il est exécuté par le Capitole dans le 2e tome pour avoir créé une robe de Geai Moqueur.
- Coriolanus Snow : C'est le président de Panem, il siège au Capitole. Il est très cruel et prend plaisir à regarder les Hunger Games. Il déteste Katniss, lui infligeant des tortures physiques et mentales, car celle-ci défie son pouvoir et entraîne la révolte des districts.
- Rue et Thresh : les tributs du District 11 lors des 74es Hunger Games. Katniss et Rue s'allient, mais Rue est tuée d'un épieu dans le ventre par Marvel. Katniss le tue d'une flèche puis recouvre le corps de Rue de fleurs et lui chante une berceuse car elle lui rappelle beaucoup sa sœur. Katniss, très affligée par la mort de Rue, est ensuite attaquée par Clove, mais elle est défendue par Thresh qui tue Clove et la laisse partir en souvenir de Rue. Tresh meurt tué par Cato lors de la dernière nuit passée dans l'arène.
- Marvel, Glimmer, Cato et Clove : tributs des Districts 1 et 2 lors des 74es Hunger Games. Ils sont dits tributs de Carrière car ils sont entraînés pour les Jeux depuis l'enfance. Marvel tue Rue avant d'être tué par Katniss, d'une flèche. Glimmer meurt des piqûres de guêpes tueuses lâchées par Katniss. Clove a le crâne fracassé par Tresh. Cato est mutilé par des créatures canines génétiquement modifiées avant que Katniss ne l'achève d'une flèche. Katniss a donc tué presque tous les tributs de Carrière à elle seule, ce qui est un exploit.
- La Renarde (Foxface en anglais) : tribut féminin du District 5 lors des 74es Hunger Games de Katniss. Elle est très rusée, comme l'indique son nom. Elle meurt empoisonnée après avoir mangé des baies que Peeta avait cueillies en ignorant qu'elles étaient toxiques. Elle est très intelligente, volant les ressources des Carrières seulement par petites quantités pour qu'ils ne s'en rendent pas compte.
- Caesar Flickerman : Le présentateur des Hunger Games. Selon Katniss, il essaie d'aider les tributs en les mettant à l'aise. Il vit au Capitole et s'habille donc comme tel : maquillage, perruque...
- Venia, Flavius et Octavia : Préparateurs  de Katniss pendant les Hunger Games 1 et 2. Ils sont accoutrés à la manière du Capitole (peaux colorées, tatouages dorés, etc.). Ils sont séquestrés par les rebelles pour avoir volé du pain.
- Seneca Crane : Haut Juge de la 74e édition des Hunger Games. On apprendra dans le 2e tome qu'il a été pendu pour avoir accepté qu'il y ait deux vainqueurs aux 74es Hunger Games. Il sera remplacé lors des 75èmes Jeux.

### Références à la Grèce antique

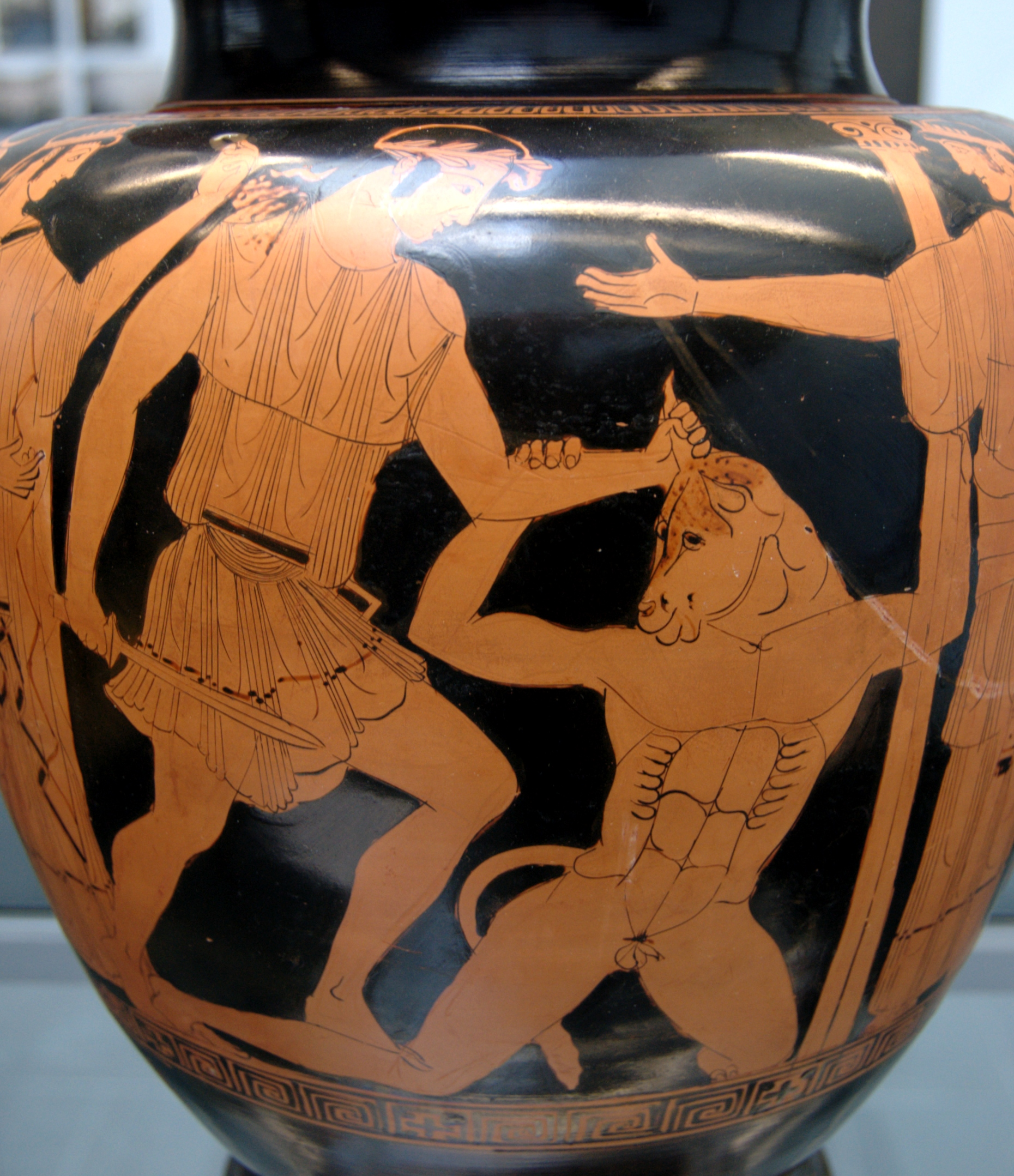
Vase représentant le mythe de Thésée et du Minotaure, dont s’inspire l’univers de Hunger Games

### Références à la Rome antique

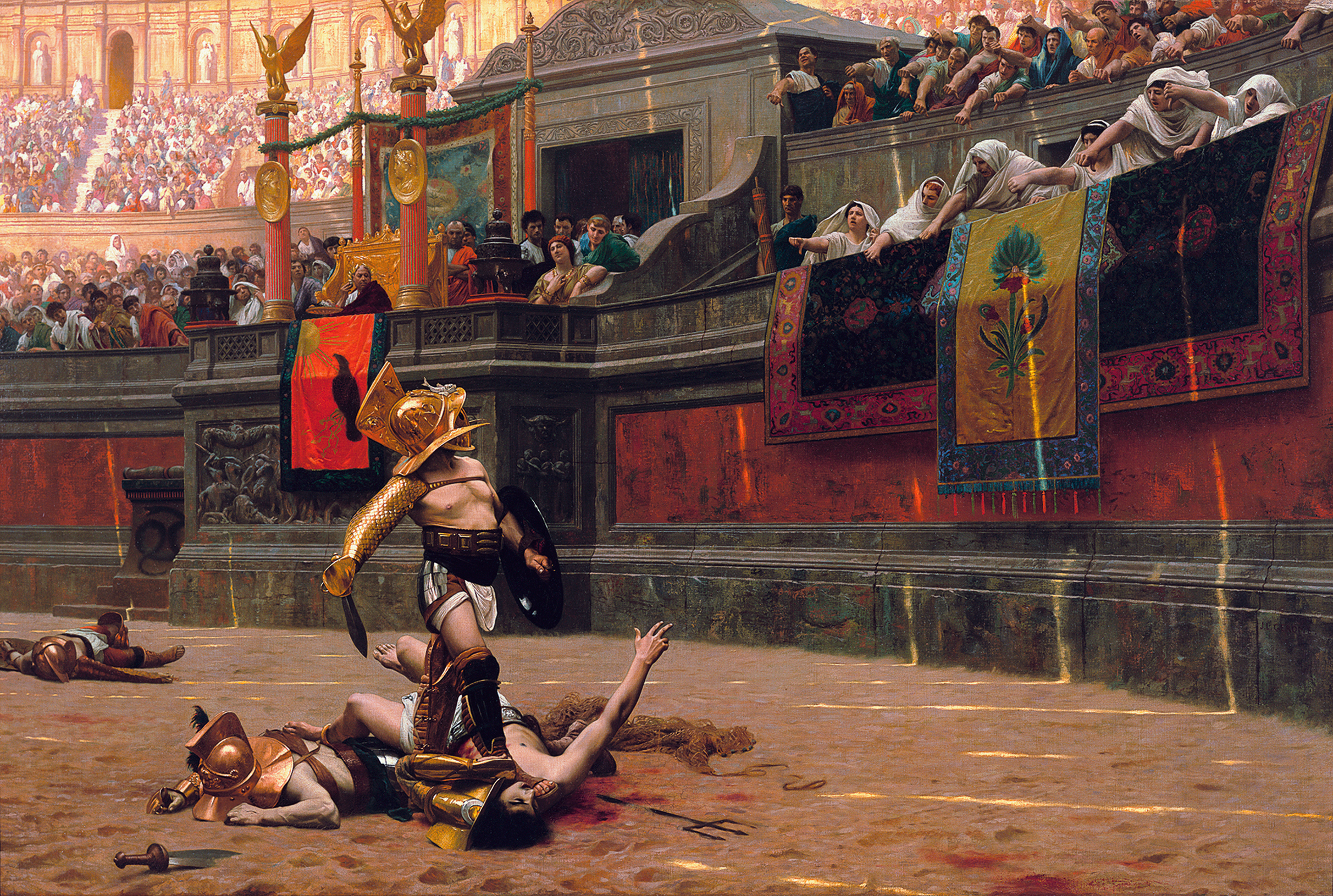
L'arène dHunger Games serait inspirée de l'arène des gladiateurs à Rome.

## Développement